# Arthur Nicolaier
Arthur Nicolaier (* 4. Februar 1862 in Cosel/Oberschlesien; † 28. August 1942 in Berlin) war ein deutscher Internist und Entdecker des Erregers des Wundstarrkrampfes (Tetanus).

## Lebenslauf

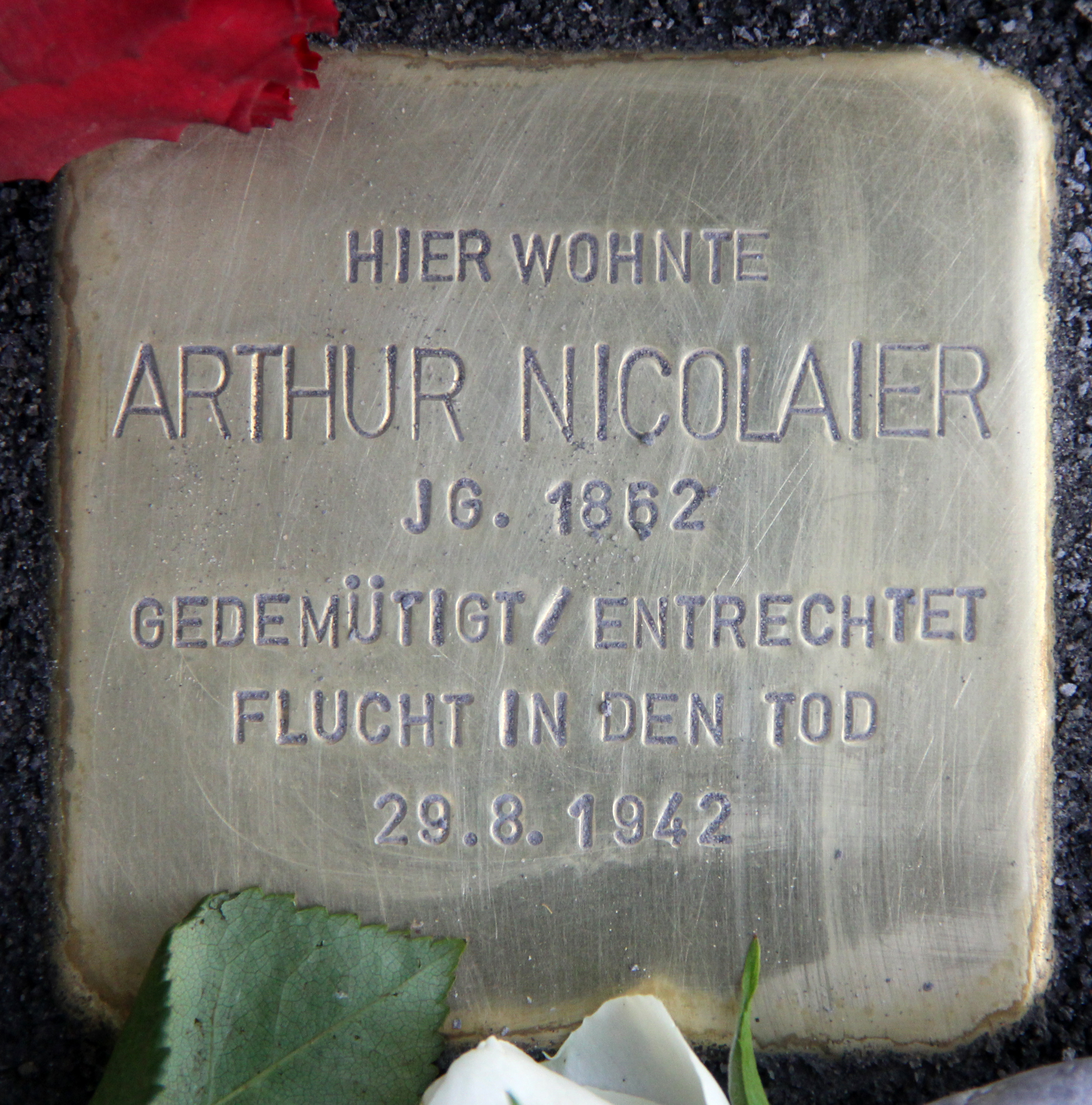
Stolperstein, Grainauer Straße 2 in Berlin-Wilmersdorf

Der aus einer oberschlesischen jüdischen Familie stammende Arthur Nicolaier studierte in Heidelberg, Berlin und Göttingen Medizin und promovierte 1885 in Göttingen mit der Arbeit „Beiträge zur Aetiologie des Wundstarrkrampfes“. Ab 1885 war er an der Göttinger Universitätsklinik als Assistent bei Wilhelm Ebstein (Medizinische Klinik), ab 1897 dort als Oberarzt tätig, bis er 1900 einem Ruf nach Berlin folgte. 1921 wurde er dort zum außerordentlichen Professor für Innere Medizin ernannt. Er wirkte an der Charité. Wegen seiner Herkunft wurde Nicolaier – der 1921 aus dem Judentum ausgetreten war – am 14. September 1933 gem. § 3 des Berufsbeamtengesetzes die Lehrbefugnis entzogen. Anders als viele seiner verfolgten Kollegen wanderte Nicolaier nicht aus und betrieb eine Arztpraxis in der Prager Straße 1/2 (heute: Grainauer Straße 2) in Berlin-Wilmersdorf. Als ihm nach der Vertreibung aus seiner Wohnung 1941 die Deportation in das sogenannte Altersghetto Theresienstadt angekündigt worden war, nahm er sich am 28. August 1942 in seiner damaligen Wohnung in der Kurfürstenstraße 99 (heute: Budapester Straße 41) in Charlottenburg das Leben.

## Wissenschaftliche Leistungen
Bereits in seiner Göttinger Zeit, als Assistent des Hygienikers Carl Flügge (1847–1923), entdeckte Nicolaier 1884 den Tetanusbazillus, das Bakterium Clostridium tetani. Das grampositive, obligat anaerobe, bewegliche und sporenbildende Bakterium ist Erreger des Wundstarrkrampfes (Tetanus).
Er führte 1894 Hexamethylentetramin unter dem Namen Urotropin in die Chemotherapie vor allem zur Behandlung von bakteriellen Harnwegsinfektionen ein.

## Gedenken
Der Schriftsteller Heinz Knobloch setzte Nicolaier in Berliner Grabsteine ein kleines literarisches Denkmal.
Am 24. April 2014 wurde vor seinem ehemaligen Wohnhaus, Grainauer Straße 2 in Berlin-Wilmersdorf, ein Stolperstein verlegt.